# Stephanosporium atrum
Stephanosporium atrum är en svampart som beskrevs av Dal Vesco 1961. Stephanosporium atrum ingår i släktet Stephanosporium, divisionen sporsäcksvampar och riket svampar.   Inga underarter finns listade i Catalogue of Life.